# Tillandsia 'Billy Boy'
Tillandsia 'Billy Boy' es un cultivar híbrido del género Tillandsia perteneciente a la familia Bromeliaceae.
Es un híbrido creado en el año 1997 con las especies Tillandsia concolor × Tillandsia foliosa.